# Это случилось в полночь
«Это случилось в полночь» (англ. The Midnight Story) — фильм нуар режиссёра Джозефа Певни, который вышел на экраны в 1957 году.
Фильм рассказывает о молодом полицейском Джо Мартини (Тони Кёртис), который увольняется со службы, чтобы раскрыть убийство воспитавшего его священника. В ходе расследования Джо знакомится с семьёй доброго владельца прибрежного ресторана (Гилберт Роланд) и влюбляется в его кузину (Мариза Паван). В конечном итоге Джо удаётся разоблачить убийцу, которого он уже привык считать своим другом.
Несмотря на то, что этот скромный фильм не привлёк к себе особого внимания критики, тем не менее, некоторые из них оценили его достаточно высоко, особенно выделив логичный и эмоциональный сюжет, живую постановку и хорошую актёрскую игру.
Это третий фильм нуар, в центре которого находится расследование убийства священника, вслед за картинами «Бумеранг!» (1947) и «Край гибели» (1950).

## Сюжет
Посреди ночи в одном из тёмных переулков квартала Норт-Бич в Сан-Франциско убивают ножом священника, отца Томасино. Эта новость становится шоком для италоамериканской общины, многие члены которой хорошо знали и любили священника. Более других переживает его смерть молодой офицер дорожной полиции Джо Мартини (Тони Кёртис), который вырос в сиротском приюте под заботливой опекой отца Томасино и относится к нему как к родному отцу. Джо упрашивает детектива отдела убийств лейтенанта Килрейна (Тед Де Корсия) разрешить ему принять участие в расследовании на том основании, что отец Томасино был самым близким для него человеком. Однако Килрейн считает, что Джо воспринимает это дело слишком лично и может быть необъективным, и потому требует, чтобы Джо вернулся к выполнению своих непосредственных обязанностей. На похоронах отца Томасино Джо обращает внимание на некого Сильвио Малатесту (Гилберт Роланд), который плакал и до крови сжимал в руке чётки. Джо снова приходит к Килрейну, рассказывая ему о подозрительном поведении Малатесты, который во время похорон переживал «адские муки». Лейтенант отвечает, что одних подозрений Джо недостаточно, чтобы задерживать человека и просит не мешать ему работать. Поскольку у следствия нет реальных зацепок в этом деле, а к мнению Джо никто не прислушивается, он решает уволиться из полиции, чтобы провести самостоятельное расследование. Сдав значок и переодевшись в гражданскую одежду, Джо приходит в расположенный в порту ресторан Сильвио, которому представляется другом отца Томасино, только что вернувшимся в город. Джо говорит, что священник рекомендовал ему обратиться по поводу работы к Сильвио. Живой, добрый и жизнерадостный Сильвио сразу же проникается тёплыми чувствами по отношению к Джо и тем же вечером приглашает его к себе в дом на семейный ужин. Сильвио знакомит Джо с членами своей семьи, в которую входят его спокойная, любящая мать (Арджентина Брунетти), младший брат-старшеклассник «Пинатс» (Ричард Монда), а также молодая красивая кузина Анна (Мариза Паван), которая недавно переехала из Италии и теперь обучается на курсах секретарей. Джо трогает атмосфера любви и счастья в доме Сильвио, он видит, что все члены семьи очень переживают за судьбу нелюдимой Анны и хотят выдать её замуж за достойного человека. Сильвио очень симпатизирует Джо, и, в конце концов, уговаривает его переехать жить в его дом. Джо видит, что весёлый и открытый Сильвио нравится не только ему, но и многим другим жителям квартала. Вместе с тем Джо слышит, как по ночам Сильвио тревожно вышагивает по своей комнате, и это не даёт подозрениям Джо рассеяться окончательно. Джо осторожно выясняет алиби Сильвио, который, по его словам, в ночь убийства провёл за игрой в карты в клубе «Валлехо». Анна объясняет Джо, что во время Второй мировой войны Сильвио потерял в Неаполе любимую девушку, и это является причиной его страданий. Вскоре Джо и Анна идут на танцы в клуб «Валлехо», где он узнаёт у постоянных игроков, что Сильвио ушёл из клуба намного раньше времени убийства, отправившись в другой клуб играть в снукер вместе с неким Чарли Кунео (Херб Вигран), где и провёл остаток вечера. В тот же вечер Джо защищает Анну от приставаний местной шпаны, и этот поступок восхищает девушку. Вечером они целуются, и вскоре Джо делает Анне предложение. На торжественном праздновании помолвки неожиданно появляется сержант полиции Джек Гиллен (Джей С. Флиппен), который приглашает Джо пройти в машину для разговора. Сержант представляет Джеку частного детектива Франка Уилкинса (Джеймс Хайлэнд), который, как выясняется, следил за замужней любовницей Кунео по имени Веда Кунелли (Пегги Мэйли) по просьбе её мужа, подозревавшего Веду в изменах. По словам Уилкинса, в ночь убийства священника Сильвио и Кунео действительно пришли в клуб «Горизонт» поиграть в снукер. Однако затем там появилась Веда, и он с ней удалился на несколько часов, а когда вернулся, то застал Сильвио в клубе. Однако именно в момент убийства Кунео и детектив отсутствовали и потому не могут подтвердить алиби Сильвио. Кроме того, клуб находится в непосредственной близости от места убийства, и у Сильвио вполне мог быстро выйти из клуба, убить священника и вернуться обратно.
Джо погружается в тягостные размышления и в течение нескольких часов бродит по городу. Когда поздно ночью он возвращается домой, Анна требует сказать, что его терзает, однако Джо молчит, обещая лишь, что через два дня всё разрешится. Анна не может выносить такое напряжение, и направляется в сиротский приют, чтобы выяснить, какая тайна мучает её жениха. Там она узнаёт, что после приюта Джо пошёл служить в полицию, а в полицейском участке Гиллен отказывается объяснять ей причину, по которой Джо уволился. Тем временем Килрейн в присутствии Джо допрашивает Веду, которая утверждает, что Сильвио точно не было в клубе «Горизонт» в тот момент, когда убили отца Томасино, так как именно в это время Кунио безуспешно пытался дозвониться до него несколько раз. После этого заявления Килрейн готов арестовать Сильвио, однако Джо напоминает, что у них нет мотива убийства, и просит дать ему возможность поговорить с Сильвио до ареста. Джо приходит домой в подавленном состоянии, но не рассказывает плачущей Анне, о том, что происходит. Затем он направляется на встречу с Сильвио, который остался в ресторане после его закрытия, рассчитывая сыграть на дружеских чувствах и порядочности Сильвио, чтобы получить его признание. Джо говорит, что хотя он никого не убивал, полиция подозревает его в убийстве священника. Кроме того, есть свидетель, который видел его у отца Томасино незадолго до убийства, и теперь требует за молчание 1000 долларов. Так как Джо считает, что вымогатель на этом не остановится и будет требовать всё новые деньги, он решил убить его сегодня ночью. Сильвио отговаривает Джо от убийства, говоря, что потом будет мучиться всю оставшуюся жизнь, после чего признаётся, что сам совершил такое же преступление, убив свою возлюбленную, когда она собралась уйти от него к другому. После этих слов Джо догадывается, что Сильвио наверняка поведал о своём грехе отцу Томасино, и обвиняет его в убийстве священника. Чувствуя, что Джо обманул его, когда пришёл в его семью и обольстил Анну только ради того, чтобы выбить из него признание, разъярённый Сильвио набрасывается на него с ножом. Но когда Джо отвечает, что, как и Сильвио, сделает всё возможное, чтобы защитить свою семью, тот бросает уже занесённый над Джо нож и стремительно выскакивает на дорогу, где его сбивает грузовик. Умирая в больнице, Сильвио сознаётся, что отец Томасино посоветовал ему пойти в полицию, но он не сделал этого. А затем Сильвио убил отца Томасино, «смиренные, но знающие глаза» которого после исповеди мучили его, но объясняет, что пошёл на это преступление ради своей семьи, поскольку если бы правда вскрылась, то это бы разрушило жизнь его близких, за которых он несёт ответственность. Сильвио просит у Джо прощения и передаёт ему ответственность за свою семью, и всё понимающий Джо прощает друга. Выйдя из палаты уже после смерти Сильвио, Джо говорит Гиллену и Килрейну, что так и не успел ничего выяснить из-за несчастного случая, после чего обнимает свою новую семью.

## В ролях
- Тони Кёртис — Джо Мартини
- Мариза Паван — Анна Малатеста
- Гилберт Роланд — Сильвио Малатеста
- Джей С. Флиппен — сержант Джек Гиллен
- Арджентина Брунетти — Мама Малатеста
- Тед де Корсия — лейтенант Килрейн
- Ричард Монда — «Пинатс» Малатеста
- Кэтлин Фриман — Роза Кунео
- Херб Вигран — Чарли Кунео
- Пегги Мэйли — Веда Пинелли
- Тито Вуоло — зеленщик

## Создатели фильма и исполнители главных ролей
В 1950-е годы режиссёр Джозеф Певни поставил в общей сложности 11 фильмов нуар, среди них «Вымогательство» (1950), «Девушка под прикрытием» (1950), «Железный человек» (1951), «Плоть и ярость» (1952) с Тони Кёртисом, «Женщина на пляже» (1955) с Джоан Кроуфорд и «Пересечь шесть мостов» (1957) с Кёртисом. Другими его наиболее значимыми картинами были биографическая драма «Человек с тысячью лицами» (1957) с Джеймсом Кэгни, комедия «Тэмми и холостяк» (1957) и военная драма «Пуск торпеды» (1958).
В 1959 году Тони Кёртис был номинирован на премии Оскар и Золотой глобус как лучший исполнитель главной роли в криминальной драме «Не склонившие головы» (1958), что положило начало его звёздной карьере. Другими лучшими картинами Кёртиса стали фильм нуар «Сладкий запах успеха» (1957), исторический боевик «Викинги» (1958), комедии «В джазе только девушки» (1959), «Великий самозванец» (1961) и «Большие гонки» (1965). В 1969 году Кёртис был во второй раз номинирован на Золотой глобус за фильм «Бостонский душитель» (1968)..
Актёр мексиканского происхождения Гилберт Роланд дважды номинировался на Золотой глобус за роли второго плана в драме о кино «Злые и красивые» (1952) и вестерне «Осень шайеннов» (1964). К числу его памятных киноработ относятся также приключенческий фильм «Мы были чужими» (1949), религиозная драма «Чудо девы фатимской» (1952) и боевик «Грозовой залив» (1953).
Итальянская актриса Мариза Паван в 1956 году была номинирована на Оскар и Золотой глобус за роль второго плана в драме «Татуированная роза» (1955). Лучшими картинами с её участием стали также фильм нуар «Тремя тёмными улицами ниже» (1954), вестерн «Бой барабана» (1954), военная мелодрама «Человек в сером фланелевом костюме» (1956) и историческая биографическая драма «Джон Пол Джонс» (1959).

## История создания фильма
В начале августа 1955 года продюсерская компания Mark Stevens Productions купила права на киносценарий Эдвина Блама «Глаза отца Томасино», объявив, что покажет телефильм по этому сценарию в альманахе «Видеотеатр Люкс», который будет своего рода превью будущего художественного фильма. Постановщиком телеверсии был Базз Кьюлик, а главную роль сыграл Киф Брасселл, телефильм был показан на телеканале NBC 22 сентября 1955 года. Однако в марте 1957 года Марк Стивенс продал права на создание фильма студии Universal.
Рабочими названиями фильма были «Глаза отца Томасино» и «Свидание с тенью».
По информации Американского института киноискусства, «Это случилось в полночь» также было рабочим названием фильма студии Universal 1955 года «Цена страха», но эти две картины ничем не связаны между собой.
Некоторые сцены картины снимались в Норт-Бич, италоамериканском квартале Сан-Франциско.

## Оценка фильма критикой

### Общая оценка фильма
Хотя фильм и не получил широкого резонанса в прессе, тем не менее критики оценили его достаточно высоко. В частности, после выхода картины на экраны кинообозреватель А. Х. Вейлер написал в «Нью-Йорк Таймс», что это «в принципе традиционный детектив, который создатели фильма профессионально раскручивают в напряжённую историю». Критик особенно подчёркивает, «что фильм обладает редким свойством удержания зрителей в неведении вплоть до самого финала», далее указывая, что «это странная и простая семейная история, в которой ложные следы кажутся настоящими, и в которой очень симпатичный главный подозреваемый более достоин медали, чем газовой камеры». По мнению Вейлера, «продюсеры очевидно не имели никаких иллюзий относительно грандиозности картины, тем не менее, им удалось рассказать захватывающую историю».
Современный историк кино Майкл Кини назвал картину «крепким детективом с хорошим сценарием», а киновед Сандра Бреннан — «напряжённым детективом с убийством».

### Оценка работы режиссёра и творческой группы
По мнению Вейлера, «при создании образов основных персонажей, особенно, подозреваемого, сценаристы не только интригуют зрителя, но и рисуют интересные человеческие портреты».
Критик также отмечает «живую постановочную работу Джозефа Певни и натурную операторскую работу Расселла Метти, которые доносят атмосферу жизни италоамериканцев, обитающих в живописном холмистом квартале Сан-Франциско. Всё это делает ленту искусным и интересным маленьким фильмом».

### Оценка актёрской игры
Вейлер высоко оценил актёрскую игру в фильме. По мнению критика, «Роланд хорош в роли подозреваемого — доброго, мягкого, семейного и крепко стоящего на ногах владельца ресторана морепродуктов, который проявляет братскую заботу о молодом копе, который за ним следит». В свою очередь, «Кёртис не менее хорош в образе вынужденного скрывать свою роль полицейского, который мучается и вопреки всему надеется, что его подозрения окажутся ложными». Кини также считает, что «Кёртис хорошо справляется с ролью копа, одержимого розыском убийцы своего друга», однако он считает, что «основное внимание привлекает к себе игра Роланда».
Вейлер также отмечает, что «Паван привлекательна в роли молодой италоамериканской девушки, в которую влюбляется молодой коп, и которая встревожена из-за непонимания скрываемой им проблемы». Кроме того, критик считает, что «грамотную поддержку основным актёрам оказывают Арджентина Брунетти в роли матери Роланда, а также Джей С. Флиппен и Тед Де Корсия в роли жёстких, но понимающих офицеров полиции».